# Pershing Square Holdings
Pershing Square Holdings plc (PSH) ist eine britische Investmentgesellschaft mit Sitz in Saint Peter Port, Guernsey. Sie ist als geschlossener Fonds strukturiert und überwiegend im Geschäft von Erwerb und Halten bedeutender (aber im Allgemeinen nicht kontrollierender) Positionen von Unternehmen mit hoher Marktkapitalisierung vorwiegend in Nordamerika tätig.
Das Unternehmen ist an der Londoner Börse gelistet und Teil des FTSE 100 Index.

## Geschichte
Pershing Square Holding wurde am 2. Februar 2012 nach den Gesetzen der Bailiwick of Guernsey mit beschränkter Haftung gegründet. Die Gesellschaft nahm ihren Betrieb am 31. Dezember 2012 als offener Investmentfonds auf und wurde am 2. Oktober 2014 in ein geschlossenes Investmentunternehmen umgewandelt. Die Aktien von PSH wurden ab 13. Oktober 2014 an der Börse Euronext in Amsterdam gehandelt. Ab 2. Mai 2017 wurden die Aktien von PSH in die offizielle Liste der UK Listing Authority aufgenommen und im Premium-Segment des Hauptmarkts der Londoner Börse gehandelt.
PSH hat die Gesellschaft Pershing Square Capital Management (PSCM) zu seinem Anlageverwalter ernannt. PSCM wurde am 1. Januar 2004 von William A. Ackman gegründet. Der Anlageverwalter ist für die Anlage der Vermögenswerte und Verbindlichkeiten gemäß der Anlagepolitik von PSH verantwortlich.